# Jan Rüttimann
Jan Rüttimann, né le 7 août 1995, à Untereggen, est un coureur cycliste suisse.

## Biographie
Jan Rüttimann est le fils de l'ancien cycliste professionnel Niki Rüttimann.
En 2015, il court au VC Unité Schwenheim en France. Il intègre ensuite le club suisse Hörmann en 2016. Bon grimpeur, il s'impose sur la course de côte Silenen-Amsteg-Bristen en 2017. Il termine également dixième du championnat de Suisse sur route au milieu des professionnels. 

## Palmarès
- 2012
  - 2e de Martigny-Mauvoisin juniors
- 2013
  - 3e de Martigny-Mauvoisin juniors
- 2014
  - 3e de Martigny-Mauvoisin amateurs
- 2017
  - Silenen-Amsteg-Bristen

## Classements mondiaux
| Année           | 2017   |
| --------------- | ------ |
| UCI Europe Tour | 1 826e |